# Comoras en los Juegos Olímpicos de Pekín 2008
Comoras estuvo representada en los Juegos Olímpicos de Pekín 2008 por tres deportistas, dos hombres y una mujer, que compitieron en dos deportes.
La portadora de la bandera en la ceremonia de apertura fue la atleta Feta Ahamada. El equipo olímpico comorense no obtuvo ninguna medalla en estos Juegos.